# Abracadabrantesque
« Abracadabrantesque » est un adjectif dérivé d'« abracadabrant », utilisé pour qualifier une chose incroyable. La création de ce néologisme est attribuée à Arthur Rimbaud en 1871, mais on en trouve une occurrence antérieure dans Les Vagabonds de Mario Proth publié en 1865. Il est popularisé en 2000 par Jacques Chirac.

## Formation
« Abracadabrantesque » est dérivé d'« abracadabrant » (lui-même dérivé d'« abracadabra », une formule magique), auquel le suffixe « -esque » a été ajouté. Quelques sources y voient un mot-valise entre « abracadabrant » et « dantesque »,,, ce dernier se référant à Dante et à sa Divine Comédie.

## Histoire

### Mario Proth
À la page 125 de son livre Les Vagabonds, Mario Proth écrit :

« Il a usé le plaisir sans trêve, les voluptés faciles, l'excentricité superbe, l'orgie abracadabrantesque. »

### Arthur Rimbaud
Reprenant le sobriquet « duchesse d'Abracadabrantès » donné à la duchesse d'Abrantès par Théophile Gautier,, Rimbaud utilise l'adjectif en 1871 dans le poème Le Cœur supplicié (« Mon triste cœur bave à la poupe […] »), inclus dans une lettre à son professeur de rhétorique Georges Izambard.
Ô flots abracadabrantesques

Prenez mon cœur, qu'il soit sauvé.

Ithyphalliques et pioupiesques

Leurs insultes l'ont dépravé !
Rimbaud fait rimer « abracadabrantesque » avec « pioupiesque », un autre néologisme.

### Jacques Chirac
Le 21 septembre 2000, à Angoulême où il est en déplacement,,, Jacques Chirac, alors président de la République française, accorde un entretien télévisé à Élise Lucet pour le 19/20 de France 3 et le journal de 20 h de France 2. Interrogé au sujet des accusations posthumes de Jean-Claude Méry sur les financements occultes du RPR, le parti qu'il a créé, il les qualifie d'« histoire abracadabrantesque ». Selon la presse, l'usage de cet adjectif rare aurait été suggéré par son collaborateur Dominique de Villepin, amateur de mots précieux et de poésie,. C’est Jacques Chirac qui aurait popularisé l'expression qui, depuis, est parfois reprise dans les médias. Plusieurs observateurs notent que l'utilisation de ce mot a réussi à détourner l'attention de la presse des accusations de Méry,,,.
Le terme est resté et a souvent été repris depuis dans le sens d'« abracadabrant », invraisemblable.